# El Mirador, Santa María Chilchotla
El Mirador är en ort i Mexiko.   Den ligger i kommunen Santa María Chilchotla och delstaten Oaxaca, i den sydöstra delen av landet, 280 km sydost om huvudstaden Mexico City. El Mirador ligger 1 051 meter över havet och antalet invånare är 154.
Terrängen runt El Mirador är bergig åt nordväst, men åt sydost är den kuperad. Runt El Mirador är det ganska tätbefolkat, med 139 invånare per kvadratkilometer. Närmaste större samhälle är Huautla de Jiménez, 15,6 km sydväst om El Mirador. I omgivningarna runt El Mirador växer i huvudsak städsegrön lövskog.